# Creüsa (nimf)
Creüsa (Grieks Κρε(ί)ουσα, letterlijk heerseres, vorstin) was een Naiade uit de Griekse mythologie.
Zoals alle Naiaden was zij een dochter van Oceanus en Gaea. Volgens de dichter Pindarus verwekte de Thessalische stroomgod Peneius bij haar twee kinderen: een zoon Hypseus (die later koning van de Lapithen zou worden) en een dochter Stilbe.